# The Spell of the Circus

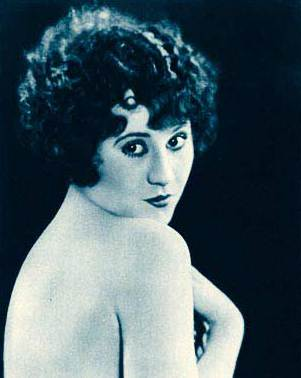
Alberta Vaughn, que interpreta Maria Wallace no seriado.

The Spell of the Circus é um seriado estadunidense de 1931, gênero aventura, dirigido por Robert F. Hill, em 10 capítulos, estrelado por Ralph Everly Bushman, Alberta Vaughn e Tom London. O seriado foi produzido e distribuído pela Universal Pictures, veiculando nos cinemas estadunidenses a partir de 12 de janeiro de 1931, e atualmente é considerado perdido.

## Sinopse
Butte Morgan planeja assumir o circo e casar com Maria Wallace. Ela, no entanto, está interessada no cowboy do circo, Jack Grant.

## Elenco
- Ralph Bushman[4]  … Jack Grant, cowboy do circo
- Alberta Vaughn … Maria Wallace, filha de George e apaixonada por Jack Grant
- Tom London … Butte Morgan
- Walter Shumway … George Wallace, dono do circo
- Charles Murphy … Hank Harris
- Monte Montague … Totto
- Bobby Nelson … Bobby

## Capítulos
1. The Menacing Monster
2. The Phantom Shadow
3. Racing with Death
4. A Scream of Terror
5. A Leap for Life
6. A Fatal Wedding
7. A Villain Unmasked
8. The Baited Trap
9. The Terror Tent
10. The Call of the Circus

Fonte: